# Kalong
Der Kalong (Pteropus vampyrus), verdeutlichend auch Kalong-Flughund genannt, ist eine Säugetierart aus der Familie der Flughunde (Pteropodidae). Er ist eines der größten lebenden Fledertiere. Ob er das größte Fledertier ist, ist umstritten; auch vom Goldkronen-Flughund und vom Indischen Riesenflughund sind ähnliche Ausmaße bekannt.

## Merkmale
Kalongs erreichen eine Kopf-Rumpf-Länge von bis zu 40 Zentimetern, der Schwanz fehlt wie bei nahezu allen Flughunden. Die Flügelspannweite beträgt bis zu 1,7 Meter und das Gewicht bis zu 1 Kilogramm.
Im Körperbau entspricht er den übrigen Flughunden, die Flugmembran wird von den verlängerten zweiten bis fünften Fingern gespannt und reicht bis zu den Fußgelenken. Die Schnauze ragt „hunde“artig nach vorn, die Augen sind eher groß und die Ohren relativ klein und leicht zugespitzt. Das Fell der Tiere ist graubraun gefärbt, im Schulterbereich weist es einen auffälligen gelben Fleck auf.

## Verbreitung und Lebensraum
Kalongs sind in Südostasien beheimatet. Das Verbreitungsgebiet erstreckt sich vom südlichen Myanmar, Thailand und Indochina über die Philippinen bis zu den Inseln Borneo, Java und Timor. Ihr Lebensraum sind Wälder und Sumpfgebiete, sie sind dabei oft auf kleinen, vorgelagerten Inseln zu finden.

## Lebensweise
Kalongs sind wie die meisten Fledertiere nachtaktiv. Tagsüber schlafen sie meist an Bäumen hängend, dabei bilden sie große Kolonien, die (zumindest früher) 100.000 Tiere umfassen konnten. Am Abend begeben sie sich auf Nahrungssuche, dabei legen sie Strecken von bis zu 50 Kilometern zurück, oft auch über das offene Meer. An den Futterplätzen teilen sie sich in kleine Gruppen auf. Hat ein Tier einen guten Baum gefunden, verteidigt es diesen durch Flügelschlagen oder Knurrlaute vor seinen Artgenossen. In der Morgendämmerung kehren sie an ihre Ruheplätze zurück.
Die Nahrung der Kalongs besteht vorwiegend aus Früchten, daneben nehmen sie auch Blüten, Nektar und Pollen zu sich.

## Fortpflanzung
Nach einer rund sechsmonatigen Tragzeit bringt das Weibchen meist ein einzelnes Jungtier zur Welt. Die Geburten innerhalb einer Kolonie finden nahezu zeitgleich statt, meist in den Monaten Februar bis Mai. Die Mutter trägt das Jungtier in den ersten Tagen mit sich herum, später lässt sie es am Ruheplatz zurück. Mit zwei bis drei Monaten werden die Jungen entwöhnt und mit 18 bis 24 Monaten geschlechtsreif. Die Lebenserwartung wird auf bis zu 30 Jahre geschätzt.

## Ökologie
Kalong-Flughunde sind wichtige Bestäuber für Durianbäume, eine in Südostasien wirtschaftlich bedeutende Nutzpflanze.

## Gefährdung
Die IUCN listet Kalongs als „gering gefährdet“.
Die einzigen deutschen Halter sind die ZOOM-Erlebniswelt in Gelsenkirchen, der  Hamburger Tierpark Hagenbeck und als langjähriger Züchter die Wilhelma in Stuttgart.

## Nipah-Virus
Kalongs gelten als Reservoirwirt für das in Süd- und Sudostasien auftretende Nipah-Virus.

## Belege
1. ↑  Sheema A. Aziz, Gopalasamy R. Clements, Kim R. McConkey, Tuanjit Sritongchuay, Saifful Pathil, Muhammad Nur Hafizi Abu Yazid, Ahimsa Campos‐Arceiz, Pierre‐Michel Forget, Sara Bumrungsri: Pollination by the locally endangered island flying fox (Pteropus hypomelanus) enhances fruit production of the economically important durian (Durio zibethinus ). In: Ecology and Evolution. Band 7, Nr. 21, 18. September 2017, S. 8670–8684, doi:10.1002/ece3.3213.
2. ↑  Kalong-Flughund auf Zootierliste.de. Abgerufen am 31. Oktober 2023.
3. ↑  Harriet Constable: The other virus that worries Asia. In: www.bbc.com. 12. Januar 2021, abgerufen am 2. Januar 2022 (englisch).